# Liubomîrivka, Nova Ușîțea
Liubomîrivka (în ucraineană Любомирівка) este un sat în comuna Stavceanî din raionul Nova Ușîțea, regiunea Hmelnîțkîi, Ucraina.

## Demografie
Componența lingvistică a localității Liubomîrivka
     Ucraineană (100%)
Conform recensământului din 2001, toată populația localității Liubomîrivka era vorbitoare de ucraineană (100%).